# Ацилоины

Структура ацилоинов

Ацилоины — α-гидроксикетоны общей формулы R2CH(OH)C(=O)R1, формально являющиеся продуктом восстановительной конденсации двух ацильных групп RC(=O)-, простейший представитель класса — ацетоин СН3СН(ОН)СОСН3
Ароматические ацилоины Ar1CH(OH)COAr2 обычно называются бензоинами по имени первого представителя ряда — бензоина PhCH(OH)COPh.

## Свойства
Для ацилоинов характерны свойства как кетонов, так и спиртов.
Так, карбонильная группа ацилоинов восстанавливаются карбинольной с образованием гликолей:
R1CH(OH)COR2 + [H] {\displaystyle \to } R1CH(OH)COR2
Цинковая пыль в уксусной кислоте восстанавливает карбинольную группу ацилоинов с образованием кетонов:
R1CH(OH)COR2 + [H] {\displaystyle \to } R1CH2COR2
Карбинольная группа ацилоинов окисляется до карбонильной, при этом образуются α-дикетоны:
R1CH(OH)COR2 + [O] {\displaystyle \to } R1C(O)COR2
Спиртовой гидроксил может быть замещён на галоген с образованием α-галогенкетонов, так, бензоин при обработке хлористым тионилом в пиридине образует дезилхлорид (α-хлор-α-фенилацетофенон):
PhCOCH(OH)Ph + SOCl2 {\displaystyle \to } PhCOCHClPh
В кислой среде ацилоины с алкильным заместителем у карбинольного атома перегруппировываются (ацилоиновая перегруппировка), реакция идёт через стадию протонирования кислорода карбонильной группы по типу Вагнера-Меервейна с 1,2-миграцией к карбониевому центру:
R1CAlk(OH)COR2 + H+ {\displaystyle \to } R1CAlk(OH)C+(OH)R2
R1CAlk(OH)C+(OH)R2 {\displaystyle \to } R1C+(OH)CAlk(OH)R2
R1C+(OH)CAlk(OH)R2 {\displaystyle \to } R1COCAlk(OH)R2
Ацилоины перегруппировываются также при действии оснований, реакция идёт через образование енолята. В химии углеводов эта реакция известна как перегруппировка Лобри де Брюина - Ван Экенштейна, ведущая к взаимному превращению альдоз и кетоз:
Благодаря обратимости перегруппировка позволяет проводить эпимеризацию альдоз через кетозы:

## Синтез
Классическим методом синтеза алифатических ацилоинов является ацилоиновая конденсация сложных эфиров карбоновых кислот под действием натрия в инертных растворителях, при этом образуются еноляты ацилоинов, при подкислении дающие ацилоины:
Эфиры дикарбоновых кислот в этих условиях претерпевают внутримолекулярную конденсацию, образуя циклические ацилоины:
Ароматические ацилоины — бензоины — получают бензоиновой конденсацией ароматических альдегидов, катализируемой цианидом или некоторыми другими нуклеофилами (илиды тиазолия):
При катализе илидами тиазолия бензоиновой конденсации также подвержены алифатические альдегиды, образуя с хорошими выходами ацилоины.
Несимметричные бензоины с различными ароматическими заместителями могут быть синтезирован конденсацией замещенных бензолов и арилглиоксалей в присутствии хлорида алюминия, в качестве растворителя используется сероуглерод или бензол (при синтезе фенилбензоинов), выходы составляют от 35% для 2-гидрокси-1-(p-хлорфенил)-2-фенил-этан-1-она до 90% для бензоина: 
Ar-COCHO + Ar1H {\displaystyle \to }Ar-COCH(OH)-Ar1
Ацилоины также могут быть получены гидролизом α-галогенкетонов, однако этот метод имеет ограниченное применение из-за нестабильности галогенкетонов в щелочных условиях и их лакриматорного действия:
CH3COCHRCl + OH- {\displaystyle \to } CH3COCHOHR + Cl-